# メキシコグランプリ
メキシコグランプリは、1963年から1970年、1986年から1992年、2015年からメキシコ合衆国の首都、メキシコシティ近郊のエルマノス・ロドリゲス・サーキットで開催されるF1のレースの一つである。2019年以前はメキシコグランプリとして開催されていたが、後述の理由により、2020年以降はメキシコシティグランプリ（メキシコシティGP, 英: Mexico City Grand Prix, 西: Gran Premio De La Ciudad De México）という名称へ変更された。

## 概要

### 高地
サーキットが2300メートルを超える高地にあるため空気が薄く、NAエンジンの場合エンジン出力が15%程度落ち、更にマシンの空力効果も落ちるためにチーム力が試されるサーキットであった。そのため、ターボとNAエンジンの混走期には、ターボエンジンにとって有利なサーキットであった。1992年のレース後に観客がコースになだれ込む事件が起き、安全上の観点から問題視された上、主催者の資金不足もあり中止された。

### ホンダ初優勝の地
1965年の最終戦メキシコGPではホンダRA272改をドライブしたリッチー・ギンサーが初勝利。これは後年隆盛を誇ったタイヤメーカーのグッドイヤーとホンダにとっても初勝利となり、記念すべきものとなった。当時のチーム力では優勝どころか入賞すらままならない状態であったが、当GPより監督に復帰した中村良夫が戦時中に中島飛行機で航空用エンジンの開発に関わっていたため、ガソリン混合比など低気圧環境下でのエンジンセッティングにおいて有利であったことが、優勝を獲得できた要因であった。そのアドバンテージは、レース終了後にギンサーが「終始マシンをセーブしていた」とコメントを残すほど大きなものであった。

### 復活へ
カンクンにヘルマン・ティルケ設計のサーキットを新設し、2007年から再びグランプリを開催する計画が持ち上がったが、一旦立ち消えとなったものの、2011年8月にカルロス・スリム・ドミット氏が近い将来メキシコグランプリ開催に向けて動き出していることを明らかにした。そして2014年シーズンより22年ぶりにメキシコシティで復活開催される予定だったが、サーキットの改修工事が間に合わないため2015年シーズンに延期となった。

### メキシコシティGPとして開催開始
開催契約が切れる2019年にメキシコ政府が財政援助の打ち切りを示唆したため、2020年以降の開催が危ぶまれていたが、メキシコ出身のドライバーであるセルジオ・ペレスの存在もあって民間からの支援が集まり、加えてメキシコシティ市からのサポートもあり、新たに2022年までの開催契約が結ばれた。併せてメキシコシティ市のサポートを強調することから正式名称を「メキシコシティグランプリ」に改めることになった。しかし、初年度の2020年は新型コロナウイルス感染症の世界的流行のため中止となり、翌2021年に持ち越された初の「メキシコシティGP」でペレスが3位に入賞し、メキシコ人ドライバー初の母国GP表彰台を達成した。翌2022年もペレスが3位表彰台を獲得し、チームメイトのマックス・フェルスタッペンがF1史上最多となる年間14勝目を挙げた。また、同年の開催終了後に2025年まで契約が延長された。2023年もフェルスタッペンが制してシーズン16勝目を挙げ、自身が持つ年間最多勝利記録を更新した。2024年は新記録となる40万5000人を動員するなどチケットの売上は好調で、地元のヒーローであったペレスが同年をもってシートを失う逆風もあったが、開催契約は2028年まで延長された。

### カンクンでの開催構想
ペレスの父で政治家のアントニオ・ペレス・ガリベイと投資家グループは、メキシコシティに加えて2024年からカンクンでの開催についてFIA及びF1との交渉を進めているが、同年の開催カレンダーに組み込まれなかった。

## 過去の結果と開催サーキット

### メキシコグランプリ (1962年 - 2019年)
| 年          | 決勝日     | ラウンド   | サーキット     | 勝者                              | コンストラクター          | 結果       |
| ----------- | ---------- | ---------- | -------------- | --------------------------------- | ------------------------- | ---------- |
| 1962        | 11月04日   | 非選手権   | メキシコシティ | トレバー・テイラー ジム・クラーク | ロータス-クライマックス   | 詳細       |
| 1963        | 11月03日   | 9          | メキシコシティ | ジム・クラーク                    | ロータス-クライマックス   | 詳細       |
| 1964        | 10月25日   | 10         | メキシコシティ | ダン・ガーニー                    | ブラバム-クライマックス   | 詳細       |
| 1965        | 10月24日   | 10         | メキシコシティ | リッチー・ギンサー                | ホンダ                    | 詳細       |
| 1966        | 10月23日   | 9          | メキシコシティ | ジョン・サーティース              | クーパー-マセラティ       | 詳細       |
| 1967        | 10月22日   | 11         | メキシコシティ | ジム・クラーク                    | ロータス-フォード         | 詳細       |
| 1968        | 11月03日   | 12         | メキシコシティ | グラハム・ヒル                    | ロータス-フォード         | 詳細       |
| 1969        | 10月19日   | 11         | メキシコシティ | デニス・ハルム                    | マクラーレン-フォード     | 詳細       |
| 1970        | 10月25日   | 13         | メキシコシティ | ジャッキー・イクス                | フェラーリ                | 詳細       |
| 1971 - 1985 | 開催されず | 開催されず | 開催されず     | 開催されず                        | 開催されず                | 開催されず |
| 1986        | 10月12日   | 15         | メキシコシティ | ゲルハルト・ベルガー              | ベネトン-BMW              | 詳細       |
| 1987        | 10月18日   | 14         | メキシコシティ | ナイジェル・マンセル              | ウィリアムズ-ホンダ       | 詳細       |
| 1988        | 05月29日   | 4          | メキシコシティ | アラン・プロスト                  | マクラーレン-ホンダ       | 詳細       |
| 1989        | 05月28日   | 4          | メキシコシティ | アイルトン・セナ                  | マクラーレン-ホンダ       | 詳細       |
| 1990        | 06月24日   | 6          | メキシコシティ | アラン・プロスト                  | フェラーリ                | 詳細       |
| 1991        | 06月16日   | 6          | メキシコシティ | リカルド・パトレーゼ              | ウィリアムズ-ルノー       | 詳細       |
| 1992        | 03月22日   | 2          | メキシコシティ | ナイジェル・マンセル              | ウィリアムズ-ルノー       | 詳細       |
| 1993 - 2014 | 開催されず | 開催されず | 開催されず     | 開催されず                        | 開催されず                | 開催されず |
| 2015        | 11月01日   | 17         | メキシコシティ | ニコ・ロズベルグ                  | メルセデス                | 詳細       |
| 2016        | 10月30日   | 19         | メキシコシティ | ルイス・ハミルトン                | メルセデス                | 詳細       |
| 2017        | 10月29日   | 18         | メキシコシティ | マックス・フェルスタッペン        | レッドブル-タグ・ホイヤー | 詳細       |
| 2018        | 10月28日   | 19         | メキシコシティ | マックス・フェルスタッペン        | レッドブル-タグ・ホイヤー | 詳細       |
| 2019        | 10月27日   | 18         | メキシコシティ | ルイス・ハミルトン                | メルセデス                | 詳細       |

### メキシコシティグランプリ (2020年 -)
| 年   | 決勝日                                         | ラウンド                                       | サーキット                                     | 勝者                                           | コンストラクター                               | 結果                                           |
| ---- | ---------------------------------------------- | ---------------------------------------------- | ---------------------------------------------- | ---------------------------------------------- | ---------------------------------------------- | ---------------------------------------------- |
| 2020 | 新型コロナウイルス感染症の世界的流行により中止 | 新型コロナウイルス感染症の世界的流行により中止 | 新型コロナウイルス感染症の世界的流行により中止 | 新型コロナウイルス感染症の世界的流行により中止 | 新型コロナウイルス感染症の世界的流行により中止 | 新型コロナウイルス感染症の世界的流行により中止 |
| 2021 | 11月07日                                       | 18                                             | メキシコシティ                                 | マックス・フェルスタッペン                     | レッドブル-ホンダ                              | 詳細                                           |
| 2022 | 10月30日                                       | 20                                             | メキシコシティ                                 | マックス・フェルスタッペン                     | レッドブル-RBPT                                | 詳細                                           |
| 2023 | 10月29日                                       | 20                                             | メキシコシティ                                 | マックス・フェルスタッペン                     | レッドブル-ホンダ・RBPT                        | 詳細                                           |
| 2024 | 10月27日                                       | 20                                             | メキシコシティ                                 | カルロス・サインツ                             | フェラーリ                                     | 詳細                                           |

### 開催されたサーキット
初開催された1962年から現在までエルマノス・ロドリゲス・サーキットのみが使用されている。

メキシコシティ（1962-1970）
メキシコシティ（1986-1992）
メキシコシティ（2015-2019, 2021-）

## 優勝回数
回数はいずれもメキシコGPとメキシコシティGPの合算。複数回勝利を挙げた者のみ対象とする。

### ドライバー
| 回数 | ドライバー                 | 優勝年                       |
| ---- | -------------------------- | ---------------------------- |
| 5    | マックス・フェルスタッペン | 2017, 2018, 2021, 2022, 2023 |
| 3    | ジム・クラーク             | 19621, 1963, 1967            |
| 2    | アラン・プロスト           | 1988, 1990                   |
| 2    | ナイジェル・マンセル       | 1987, 1992                   |
| 2    | ルイス・ハミルトン         | 2016, 2019                   |

- 太字は2025年のF1世界選手権に参戦中のドライバー。
- ピンク地はF1世界選手権以外で開催された年。
- ^1 トレバー・テイラー（英語版）と車両をシェアして優勝した。

### コンストラクター
| 回数 | コンストラクター | 優勝年                       |
| ---- | ---------------- | ---------------------------- |
| 5    | レッドブル       | 2017, 2018, 2021, 2022, 2023 |
| 4    | ロータス         | 1962, 1963, 1967, 1968       |
| 3    | マクラーレン     | 1969, 1988, 1989             |
| 3    | ウィリアムズ     | 1987, 1991, 1992             |
| 3    | メルセデス       | 2015, 2016, 2019             |
| 3    | フェラーリ       | 1970, 1990, 2024             |

- 太字は2025年のF1世界選手権に参戦中のコンストラクター。
- ピンク地はF1世界選手権以外で開催された年。

### エンジン
| 回数 | メーカー       | 優勝年                       |
| ---- | -------------- | ---------------------------- |
| 5    | ホンダ         | 1965, 1987, 1988, 1989, 2021 |
| 3    | クライマックス | 1962, 1963, 1964             |
| 3    | フォード       | 1967, 1968, 1969             |
| 3    | メルセデス     | 2015, 2016, 2019             |
| 3    | フェラーリ     | 1970, 1990, 2024             |
| 2    | ルノー         | 1991, 1992                   |
| 2    | タグ・ホイヤー | 2017, 2018                   |

- 太字は2025年のF1世界選手権に参戦中のメーカー。
- ピンク地はF1世界選手権以外で開催された年。

1. ↑  2022-2025年にホンダ・レーシング(HRC)が製造しているRBPT及びホンダ・RBPTと記録は別扱い。
2. ↑  コスワースが製造。
3. 1 2  2016-2018年にルノーが製造したタグ・ホイヤーと記録は別扱い。